# Mark Mitin
Mark Borisovič Mitin (rusky Марк Борисович Митин; 22. červnajul./ 5. července 1901greg. – 15. ledna 1987) byl sovětský marxisticko-leninský filozof a vysokoškolský pedagog, profesor Filozofické fakulty Moskevské státní univerzity (1964—1968, 1978—1985). Zabýval se především dialektickým a historickým materialismem, dějinami filosofie a kritikou „buržoazní“ filosofie.

## Životopis
Pocházel z dělnické rodiny. V letech 1925–1929 studoval filozofii v Ústavu rudé profesury, jenž měl vychovávat novou sovětskou inteligenci. Mitin byl od roku 1919 členem VKS(b). V letech 1936–1939 pracoval jako zástupce ředitele Filozofického ústavu Akademie věd SSSR. V letech 1939–1961 byl členem Ústředního výboru KSSS, v letech 1950–1962 poslancem Nejvyššího sovětu SSSR. Od roku 1944 do 1950 působil v redakční radě časopisu Bolševik (rusky Большевик). Od roku 1939 byl pět let ředitelem Institutu marxismu-leninismu při ÚV KSSS. Byl jedním z redaktorů šestisvazkových Dějin filosofie.

## Dílo
Překlady do češtiny
- Dějiny filozofie. Díl 1., Filozofie antické a feudální společnosti. Příprava vydání : předmluvou opatřil Jindřich Zelený; překlad z ruského originálu: Milena Kirschnerová, Věra Kleslová, Hana Malínská, Marie Rottová a Zora Rozehnalová; Za red. G. F. Alexandrova, B. E. Bychovského, P. F. Judina, M. B. Mitina. Praha: Svoboda, 1950. 512 s.
- Dějiny filosofie. Redakce : Georgij Alexandrov, Bernard Bychovskij, Pavel Judin, Mark Mitin; překlad : Hana Malínská a Jaroslav Vlček. 1., autorizované vyd. Svazek II ("Filosofie XV.—XVIII. století"). Praha: Svoboda, 1952. 2 svazky (520 s.).
- MITIN, Mark. Leninovy „Filosofické sešity“. In: DYNNIK, Michail, M. T. Jovčuk, B. M. Kedrov, M. B. Mitin, T. I. Ojzerman, A. F. Okulov. Dějiny filosofie. Praha: SNPL, 1963. Svazek 5. Kapitola třeti, s. 138–159.